# کسلیک
کسلیک (به عربی: کسلیک) یک منطقهٔ مسکونی در لبنان است که در شهرستان کسروان واقع شده‌است.

## خواهرخوانده
شهر ناحیه گانگنام خواهرخواندهٔ کسلیک هست.